# Mehanizam iz Antikitere
Mehanizam iz Antikitere je složen mehanički uređaj sa zupčanicima i brojčanicima, a služio je za predviđanje položaja planeta, Sunca i Mjeseca. Pretpostavlja se da potječe od 150. do 100. pr. Kr. Smatra se prvim analognim računalom. Pronađen je od 1900. do 1901., iz jedne starorimske brodske olupine pokraj grčkog otoka Antikitere, po čemu je i dobio ime. Dio teksta na stroju ima preko 1000 znakova. 
Mehanizam iz Antikitere se čuva se u atenskom Nacionalnom arheološkom muzeju. Mehanizam ima više od 30 brončanih prstena i brojčanika, a prekriven je astronomskim zapisima. Njegova jedinstvenost je i dovela do toga da ne može napustiti muzej. Zato je u privatno financiranom projektu tjelesni skener od osam tona morao biti sklopljen na licu mjesta. Skener je pomoću trodimenzionalne tomografije otkrio golom oku nevidljivi tekst.
Jedna od teorija govori da je uređaj stvoren na Akademiji koju je utemeljio antički stoički filozof Posejdonije na grčkom otoku Rodu. Naime, u tekstu rimskog govornika i filozofa Cicerona, bivšeg Posejdonijevog učenika, opisuje se uređaj sličan mehanizmu. Poput Aleksandrije, i Rod je u svoje vrijeme bio veliki centar astronomije. Brod na kojem je otkriven uređaj mogao je biti dio konvoja za Rim i nositi blago opljačkano na otoku, koje je trebalo poslužiti u trijumfalnoj paradi Julija Cezara.
Skupina britanskih, grčkih i američkih znanstvenika, predvođenih Mikeom Edmundsom sa sveučilišta u Cardiffu, koristila je naprednu tehnologiju kako bi istražila pronađene ostatke kompleksnog mehaničkog uređaja sa zupčanicima kakvi kasnije nisu viđeni sve dok u upotrebu nije uveden satni mehanizam u 14. stoljeću. Od svoga otkrića mehanizam je zbunjivao znanstvenike. Časopis Nature piše da se radi o spravi "tehnički složenijoj od ijednog drugog uređaja nastalog u sljedećih tisuću godina".
Britanski znanstvenik Derek de Solla Price bio je prvi koji je koristio modernu tehnologiju, rendgenskih i gama zraka, kako bi otkrio što se krije u 37 zupčanika u korodiranom mehanizmu, povezujući Sunčevu godinu s 19-godišnjim ciklusom u mjesečevim fazama. 
Znanstvenici su sada otkrili da uređaj sadrži 37 odvojenih zupčanika i izvorno je bio smješten u kutiji nešto manjoj od kutije za cipele (30 × 20 centimetara). Dva brojčanika na prednjoj strani prikazuju zodijak i kalendar dana u godini, koji se može prilagoditi prijestupnim godinama, dok metalne strelice pokazuju pozicije Sunca, Mjeseca i pet planeta. Dva spiralna brojčanika u pozadini prikazuju mjesečeve mijene i predviđaju pomrčine. Znanstvenici su pronašli i sitni brojčanik s lokacijama održavanja Olimpijskih igara. Taj sustav vjerojatno nije bio sastavni dio mehanizma, nego samo vjerojatno pokazatelj njegove moći.

## Vanjske poveznice
- The Antikythera Mechanism Research Project  Arhivirana inačica izvorne stranice od 5. listopada 2012. (Wayback Machine)
- The Antikythera Mechanism Exhibitions coordinated by the National Hellenic Research Foundation
- Video Feature Nature, 30 July 2008
- Jo Marchant, Archimedes and the 2000-year-old computer  New Scientist, 12 December 2008
- Hublot painstakingly recreates a mysterious, 2,100-year-old clockwork relic – but why? Gizmag, 16 November 2011
- The Two Thousand-Year-Old Computer One hour BBC television programme on the Antikythera Mechanism, 10 May 2012.
- 3D model simulator of Price and the Antikythera Mechanism Research Project's representations
- Antikythera Mechanism on the Wolfram Demonstrations Project.
- YAAS - Een 3D interactive virtual reality simulator in VRML
- Videos related to the Antikythera Mechanism, shown at the National Archaeological Museum and at exhibitions around the world